# Girouette
Cet article concerne les girouettes traditionnelles. Pour les girouettes des véhicules de transports en commun, voir Girouette (transport en commun).
Une girouette est un dispositif généralement métallique, la plupart du temps installé sur un toit, constitué d'un élément rotatif monté sur un axe vertical fixe. Sa fonction est de montrer la provenance du vent ainsi que, contrairement à la manche à air, son origine cardinale.
Cela est permis par sa structure asymétrique, généralement matérialisée par une flèche ou un coq, dont la pointe ou la tête, plus courts que les éléments indicateurs (le corps), pointent vers la source du vent portant sur l'élément directeur de l'ouvrage. L'axe fixe est généralement pourvu d'une croix directionnelle indiquant les quatre points cardinaux. Toutefois, les girouettes modernes ne sont plus équipées de cette croix cardinale, qui est remplacée par un dispositif électronique affichant le secteur du vent sur un écran.

## Étymologie
Le terme français est issu du dialecte de la Loire guiroie [girwe], refait ultérieurement en girouette par étymologie populaire à partir du verbe girer « tourner » cf. notamment l'expression du vocabulaire marin girer les proues et -oie finale réinterprétée en -ouette d'après les mots du type rouette, pirouette. En réalité, il s'agit d'un emprunt à l'ancien scandinave veðr-viti (islandais moderne veðurviti) qui peut se traduire par « indicateur du temps », composé des éléments veðr « temps » (cf. anglais weather) et viti « indicateur, signal » (cfr. allemand an + weisen > anweisen « indiquer, désigner »). Le mot est également attesté en ancien normand sous les formes wirewire, wirewite, virevite (Rouen, 1474) au Moyen Âge,, avec la phonétique des dialectes d'oïl septentrionaux [w] devenu plus tardivement [v], d'où le normand verguillon « girouette ». La forme de l'ancien normand est encore citée par l’historien Charles de Bourgueville qui décrit une tempête en 1588 : « Les vents abattirent toutes les virrevittes des maisons, pierres et bois où elles étaient affichées, et les coquets de dessus les Églises. »
Cette technologie a dû être développée, en France du moins, par les Vikings, chez qui elle a acquis une valeur symbolique toute particulière. C'est pourquoi on la retrouve dans le vocabulaire naval de l'estuaire de la Loire en rapport avec un ancien établissement viking et dans celui de la Normandie aux établissements plus durables. En effet, les navires scandinaves en étaient souvent équipés sur le mât (flaug) et sur la proue (veðrviti).

## Histoire

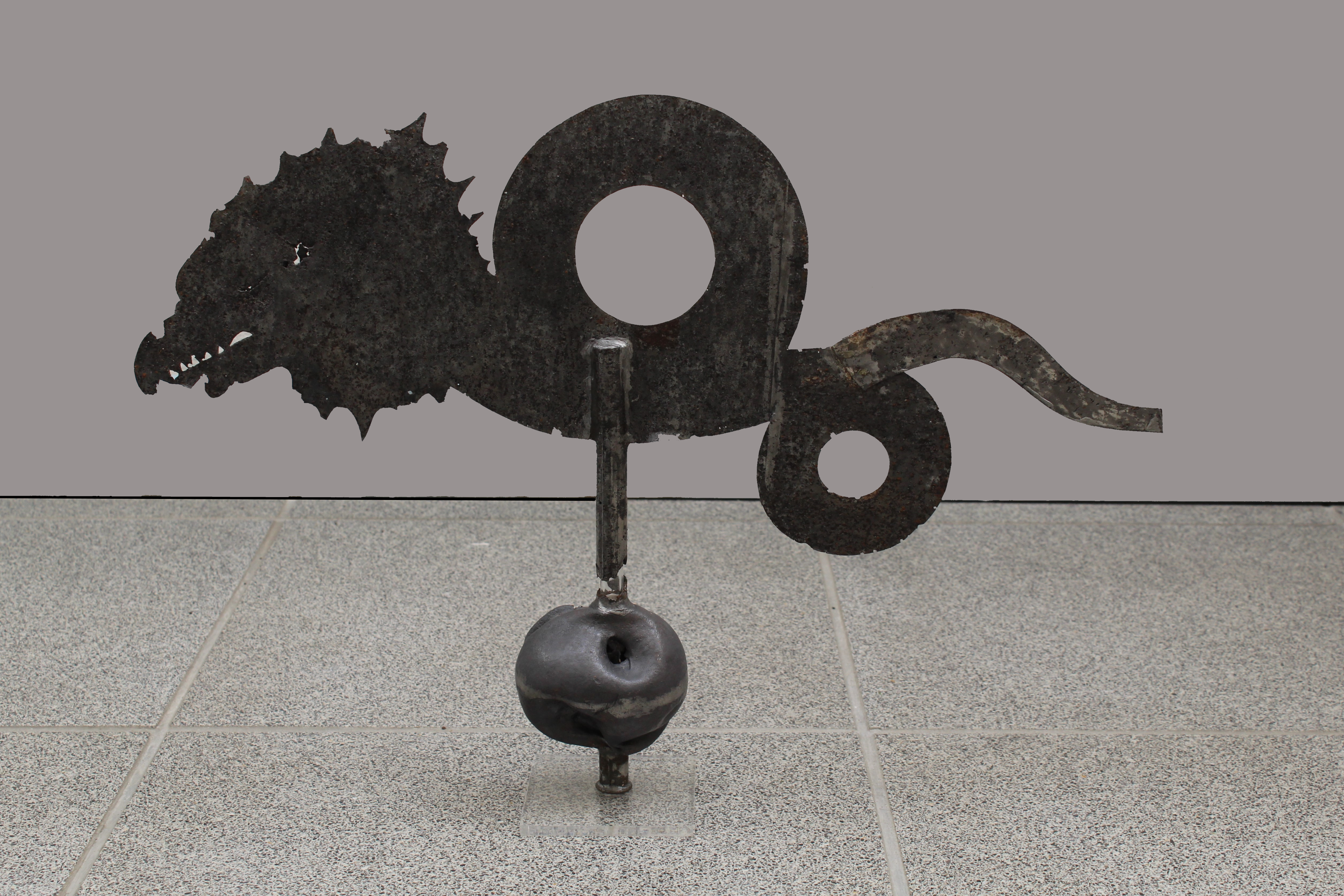
Girouette du gibet de Creuë datant du XVIIe siècle.

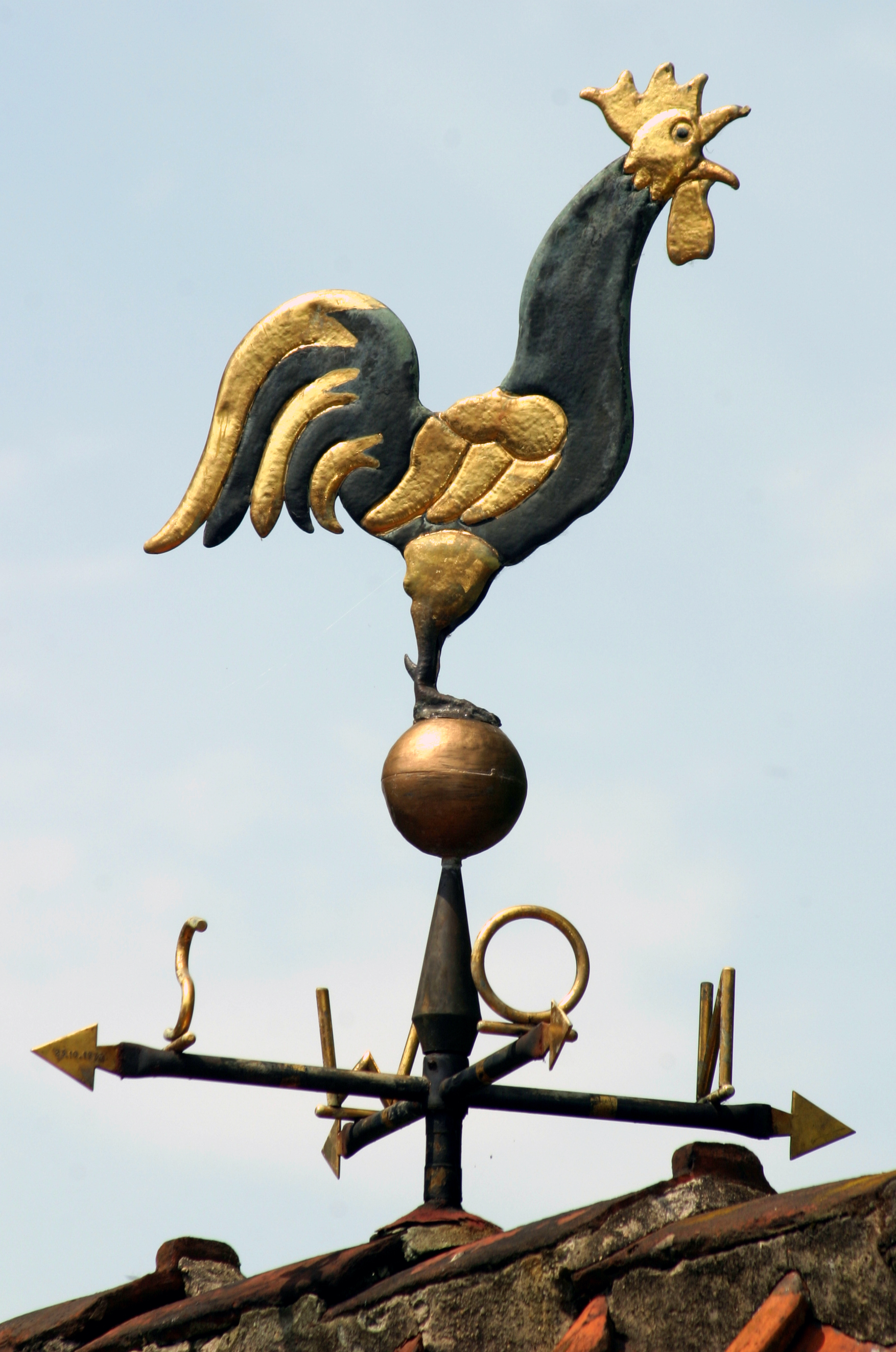
Girouette traditionnelle.

Au IXe siècle, le pape Nicolas Ier décide de rappeler aux chrétiens la phrase de Jésus à Pierre : « Avant que le coq chante, tu m'auras renié trois fois » en installant un coq au sommet des clochers, qui étaient déjà souvent couronnés d'une girouette . Cependant, ces girouettes sont appelées banderuola en italien, terme dont est issu le français banderolle qui désignait à l'origine une petite bannière telle qu'on porte au bout d'une lance ou qu'on met au sommet des arbres ou des navires. L'italien connaît aussi le terme plus technique de segnavento dont l'étymologie romane est apparente. L'absence de ces composés romans dans la langue française indique que cette technologie a été perçue comme d'origine nordique, sans doute à cause de sa valeur plus importante comme outil de navigation, mais aussi comme symbole d'un rang élevé dans la société.
D'un point de vue stylistique et du matériau utilisé, les girouettes normandes sont souvent recouvertes d'or et non pas simplement de métal ou de cuivre apparent, comme c'est le cas ailleurs dans le royaume de France ou encore à Rome dans les plus riches des églises comme la basilique Saint-Sauveur, dont le coq est en cuivre (gallum aenum). « Le fait de dorer les girouettes est sans doute une coutume viking » affirment deux historiennes dans la revue archéologique suédoise, Fornvännen, publiée en 1983. La saga d’Örvar-Oddr est explicite à ce sujet : « Oddr donna à Guðmundr et Sigurð le bateau-dragon de Sóti. Il avait fait peindre entièrement le bateau-dragon de Hálfdán. Les têtes de proue et la girouette étaient décorées d’or. » Cette habitude montre l'importance symbolique que revêt la girouette dans la société scandinave et par la suite également dans la société normande. Divers documents le relatent, par exemple : lors de la conquête de l'Angleterre, Guillaume le Conquérant prend soin d'installer une girouette dorée sur son navire la Mora. Par ailleurs, les chroniques médiévales rapportent qu’en 1091, la cathédrale de Coutances fut endommagée par une violente tempête et la foudre, de sorte que le coq doré du clocher fut mis en pièces. Gémissant sur les malheurs de son église, l’évêque envoie quérir en Angleterre un artisan-plombier. L’homme répare la toiture et « restaure avec zèle le coq doré », dit la chronique. C’est donc un coq doré qui dominait le clocher de Coutances à cette époque. Quand on lui apprend que l’oiseau-girouette a repris sa place en haut du clocher, l’évêque de Coutances se fait soulever de son lit et rend grâce à Dieu : « Je craignais que ma mort arrive trop tôt pour que je ne puisse voir mon coq remonté à cet endroit. » Cela montre le caractère sacré que l'on pouvait attacher à la girouette dorée dans le duché. 
La girouette devient aussi caractéristique de la noblesse : seuls les seigneurs pouvaient surmonter leur logis d'une girouette. Il existe un « droit de girouette » et la coutume stipule qu’elles sont « en pointe comme les pennons, pour les simples chevaliers, et carrées comme les bannières, pour les chevaliers d’un rang supérieur ». Ornementales, les girouettes deviennent de véritables œuvres d’art qui rappellent le statut du propriétaire du lieu.

## Girouette automatique
Les instituts de surveillance météorologique utilisent des girouettes automatiques pour la mesure de la direction du vent. Plusieurs technologies sont utilisées pour la mesure de direction de vent, la plus utilisée est celle avec un potentiomètre électronique. Depuis, quelques années les capteurs de vent à ultrasons peuvent également substituer les girouettes automatiques traditionnelles.

## Photographies

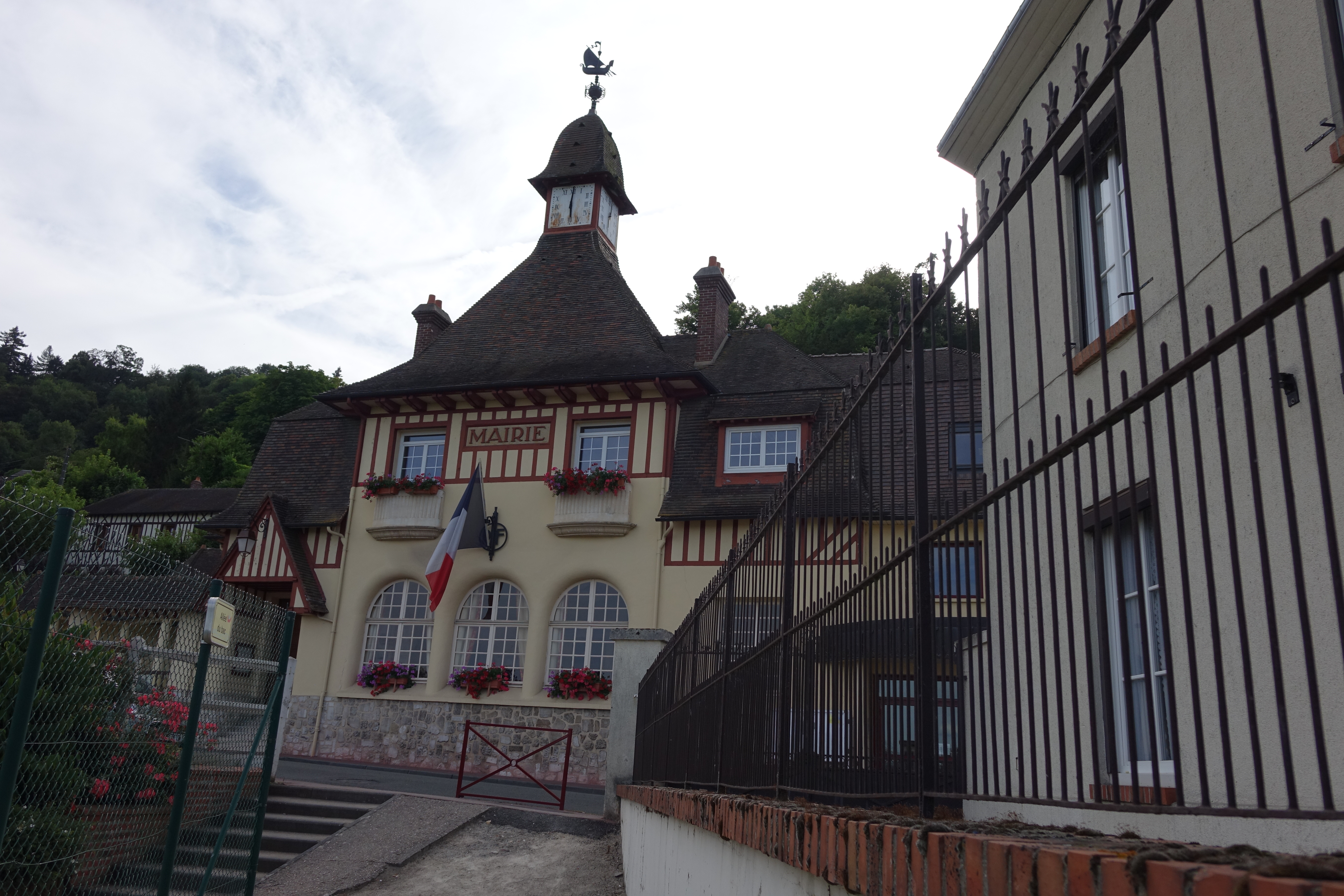
girouette en forme de drakkar, mairie de la Bouille, Seine-Maritime
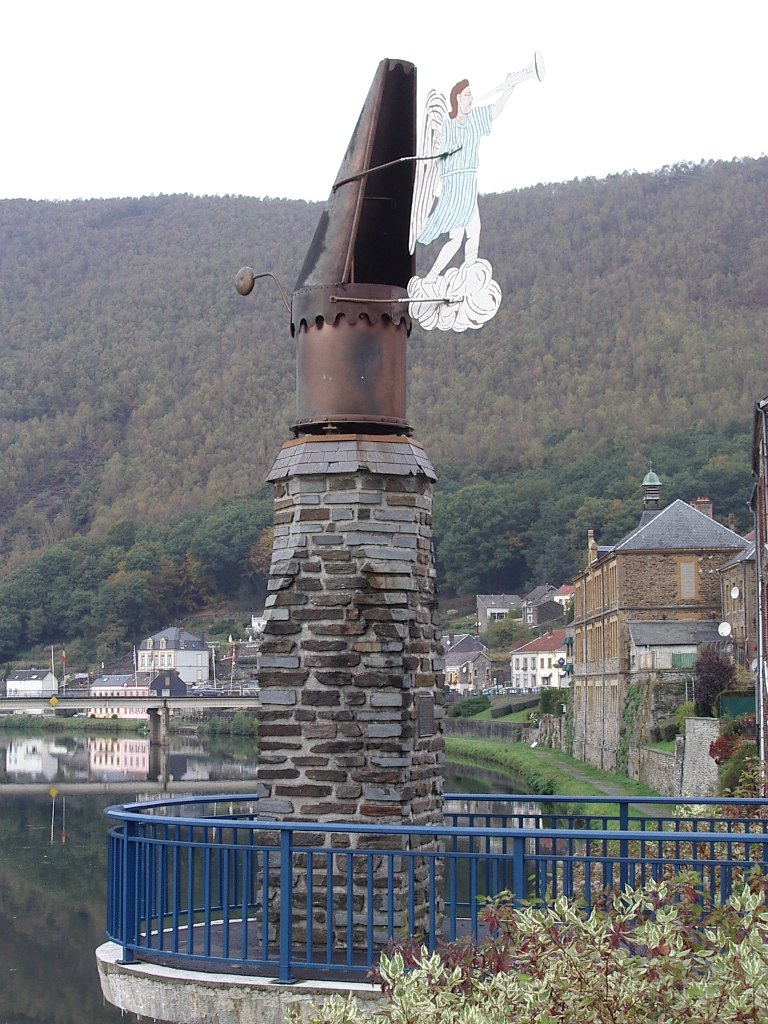
Girouette à Monthermé.
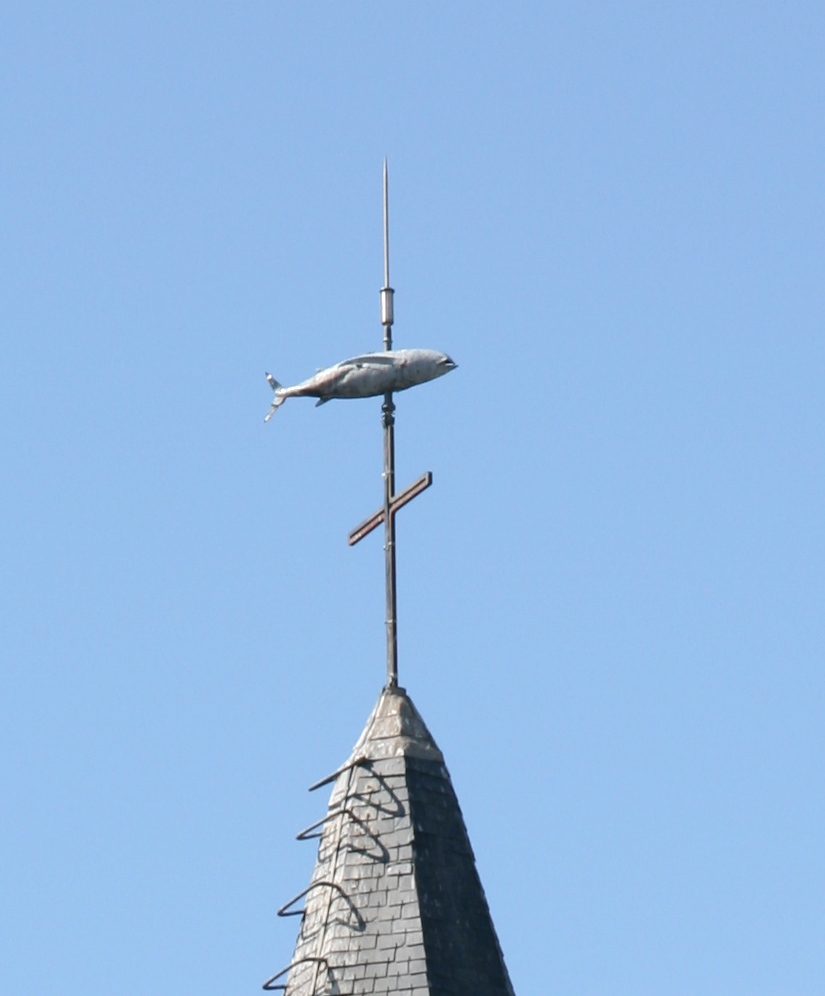
Girouette de l'église Saint-Tudy, sur l'île de Groix.
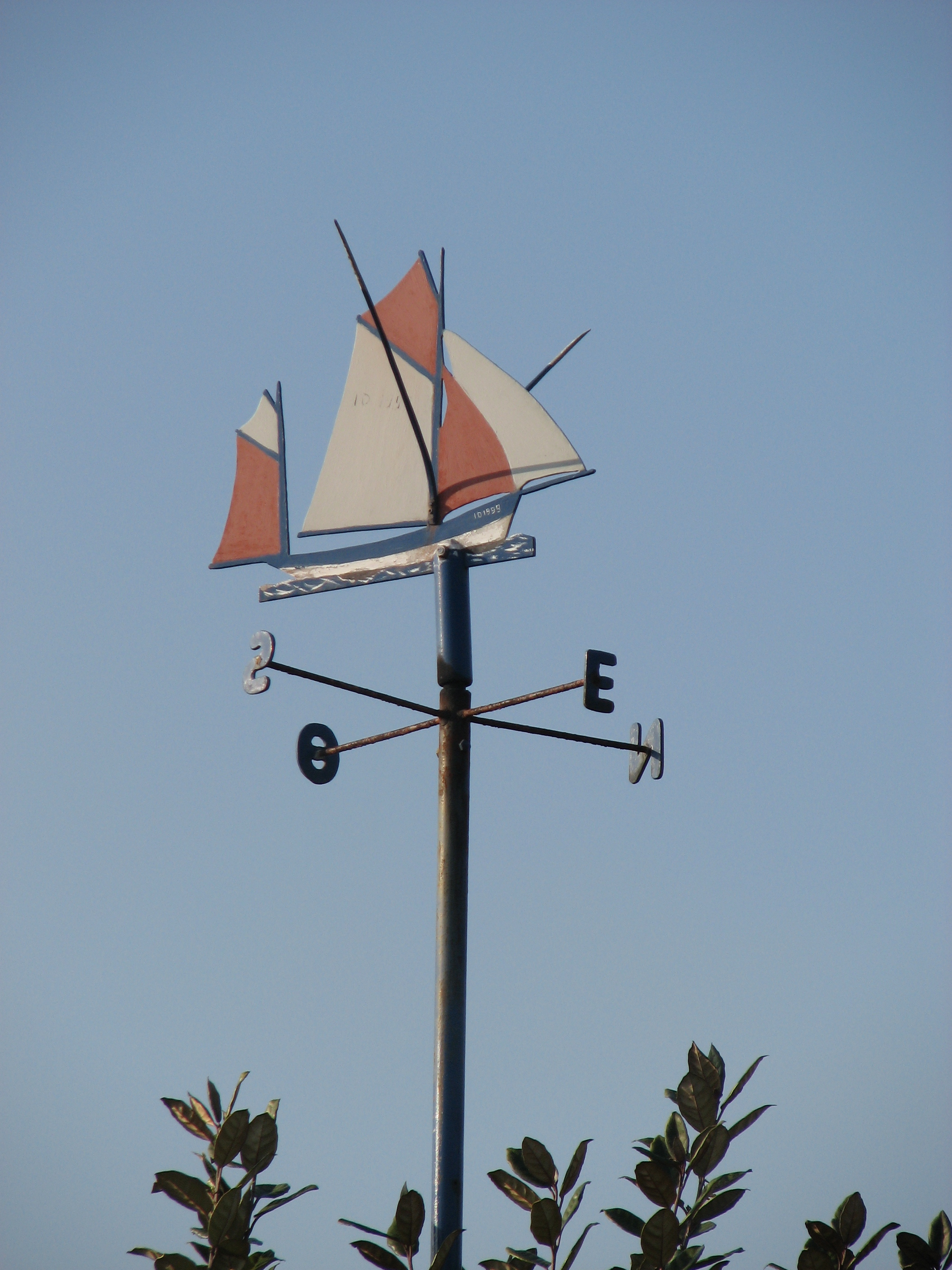
Girouette sur l'île d'Yeu.
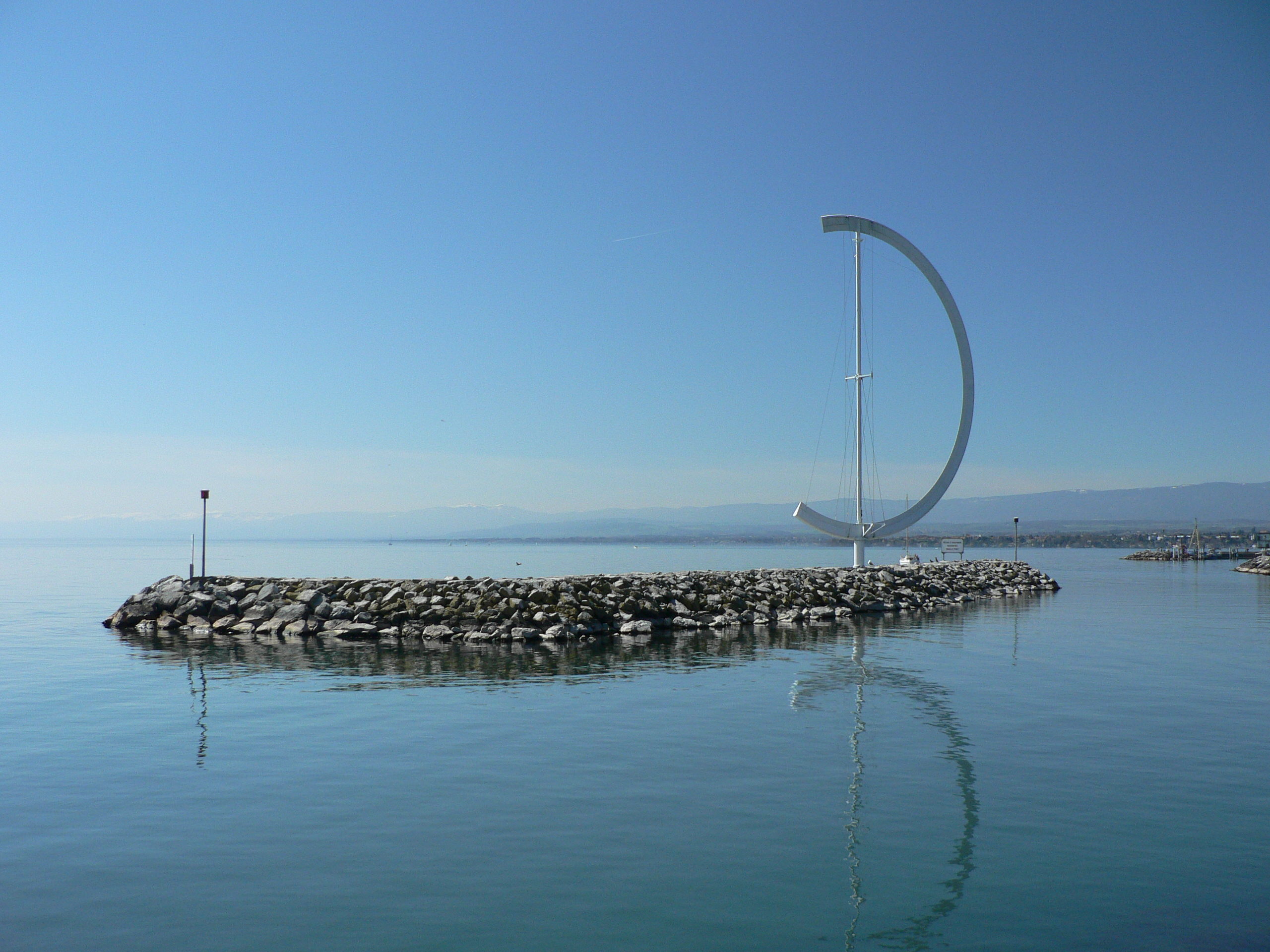
Girouette d'Ouchy à Lausanne.
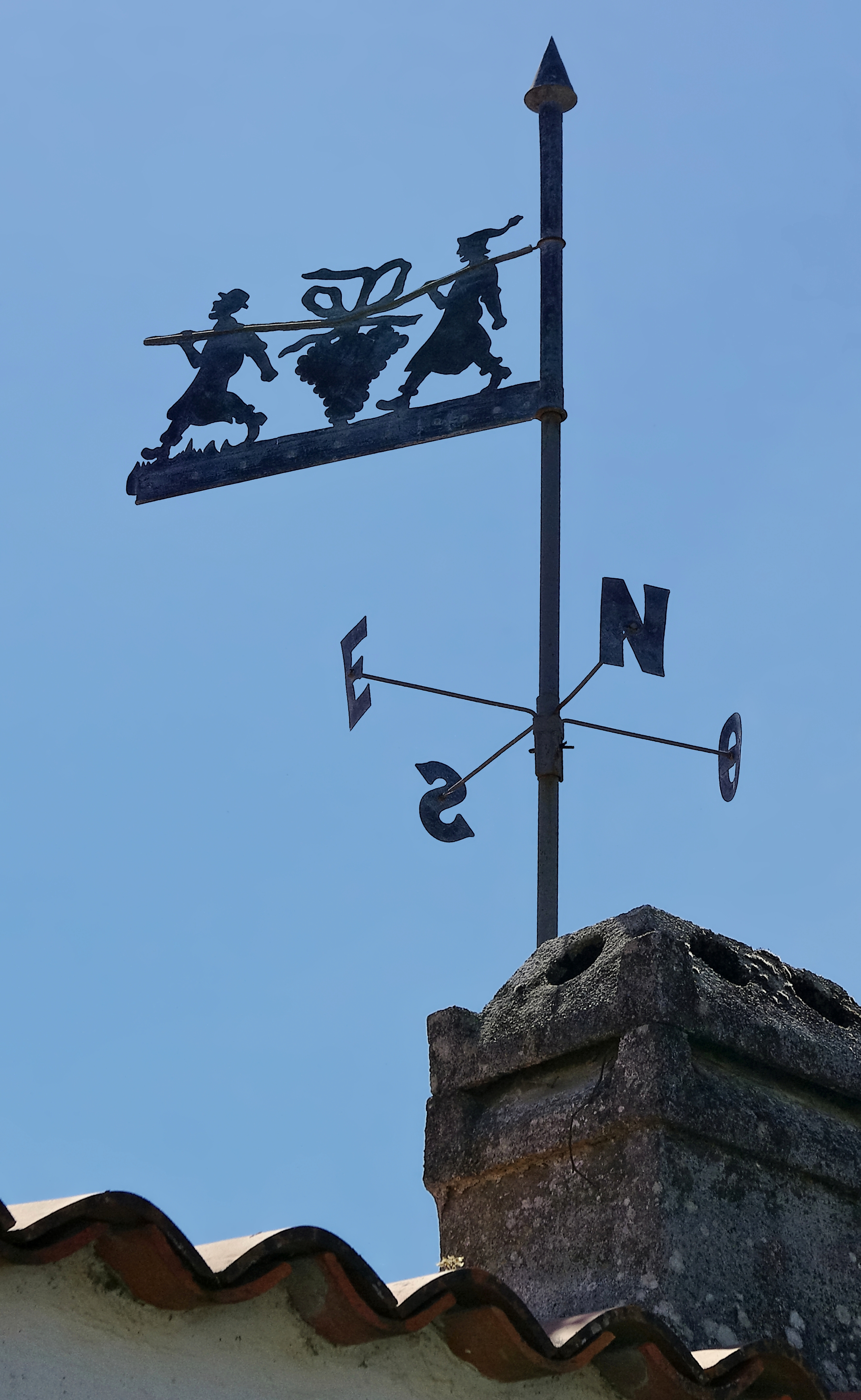
Girouette sur l'Île de Ré.
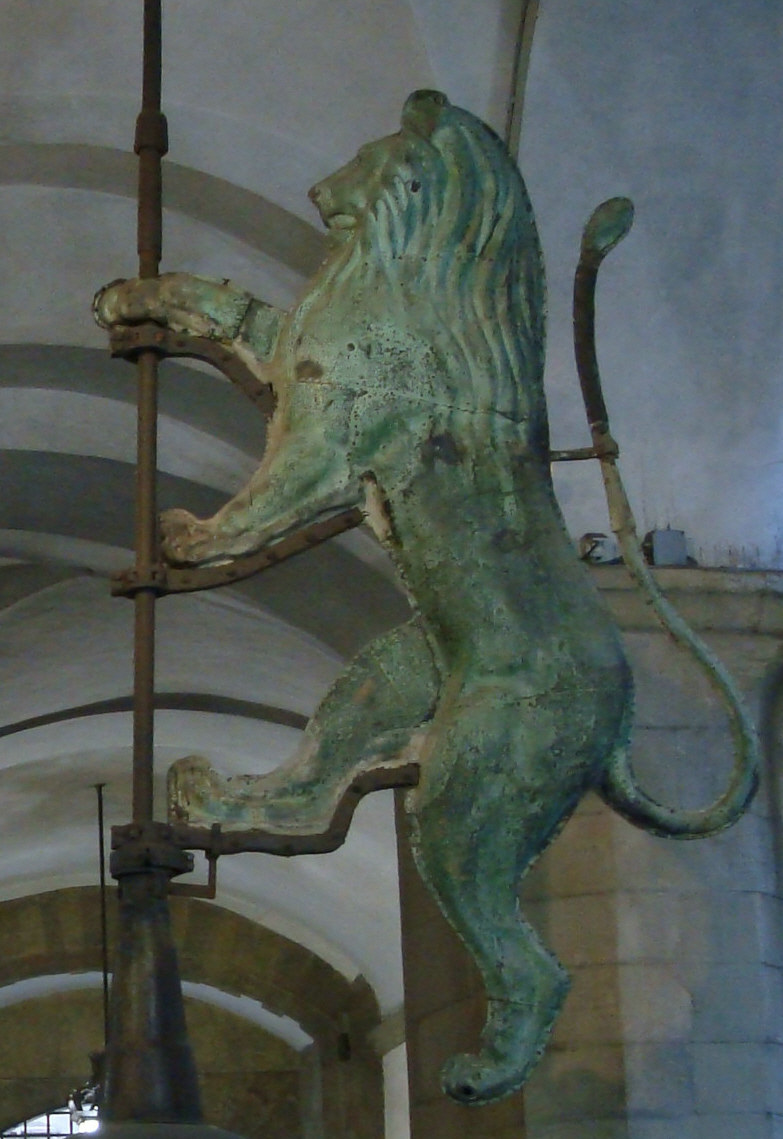
Girouette du Palazzo Vecchio à Florence.
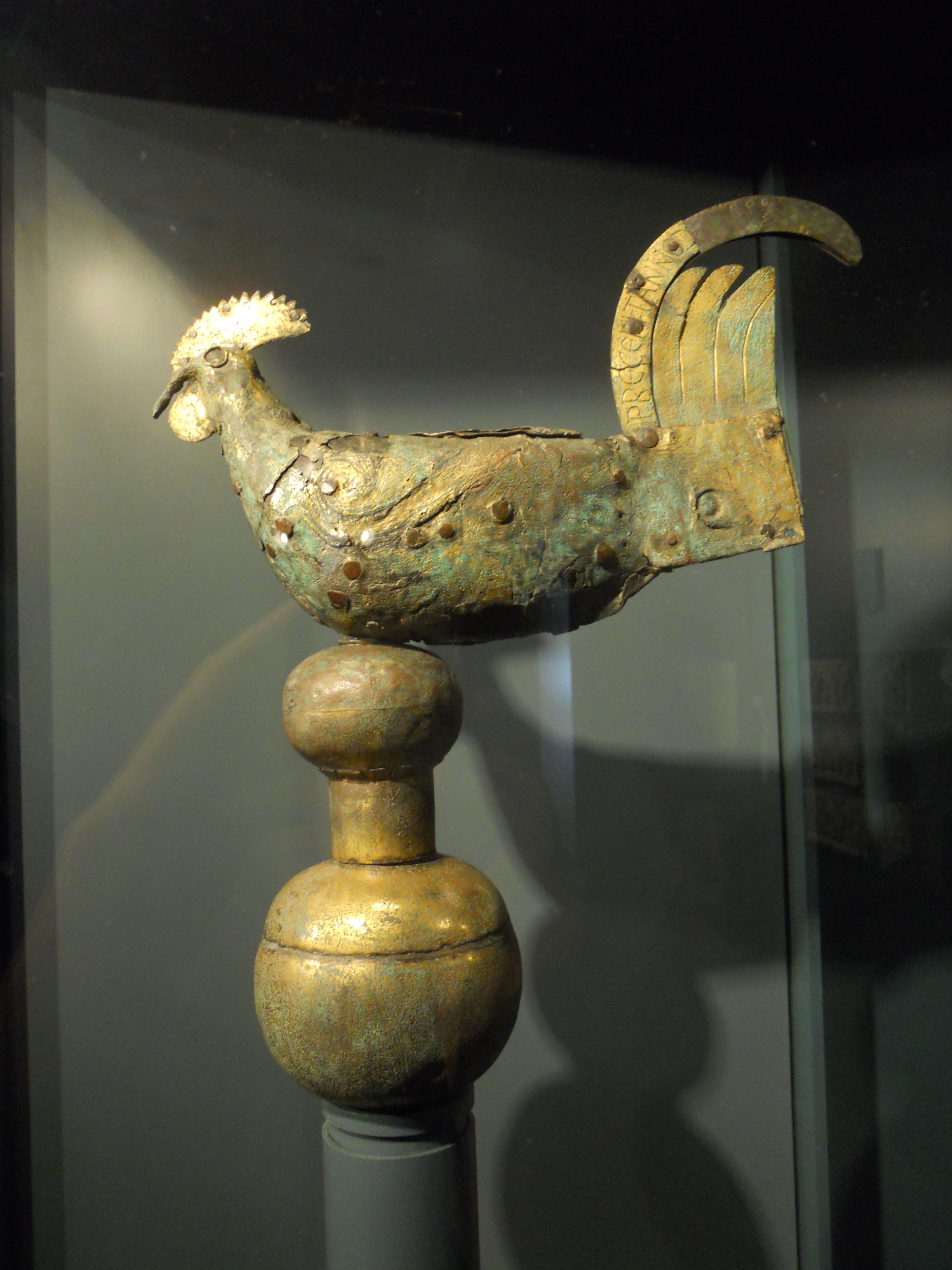
Le Gallo di Ramperto de Brescia.
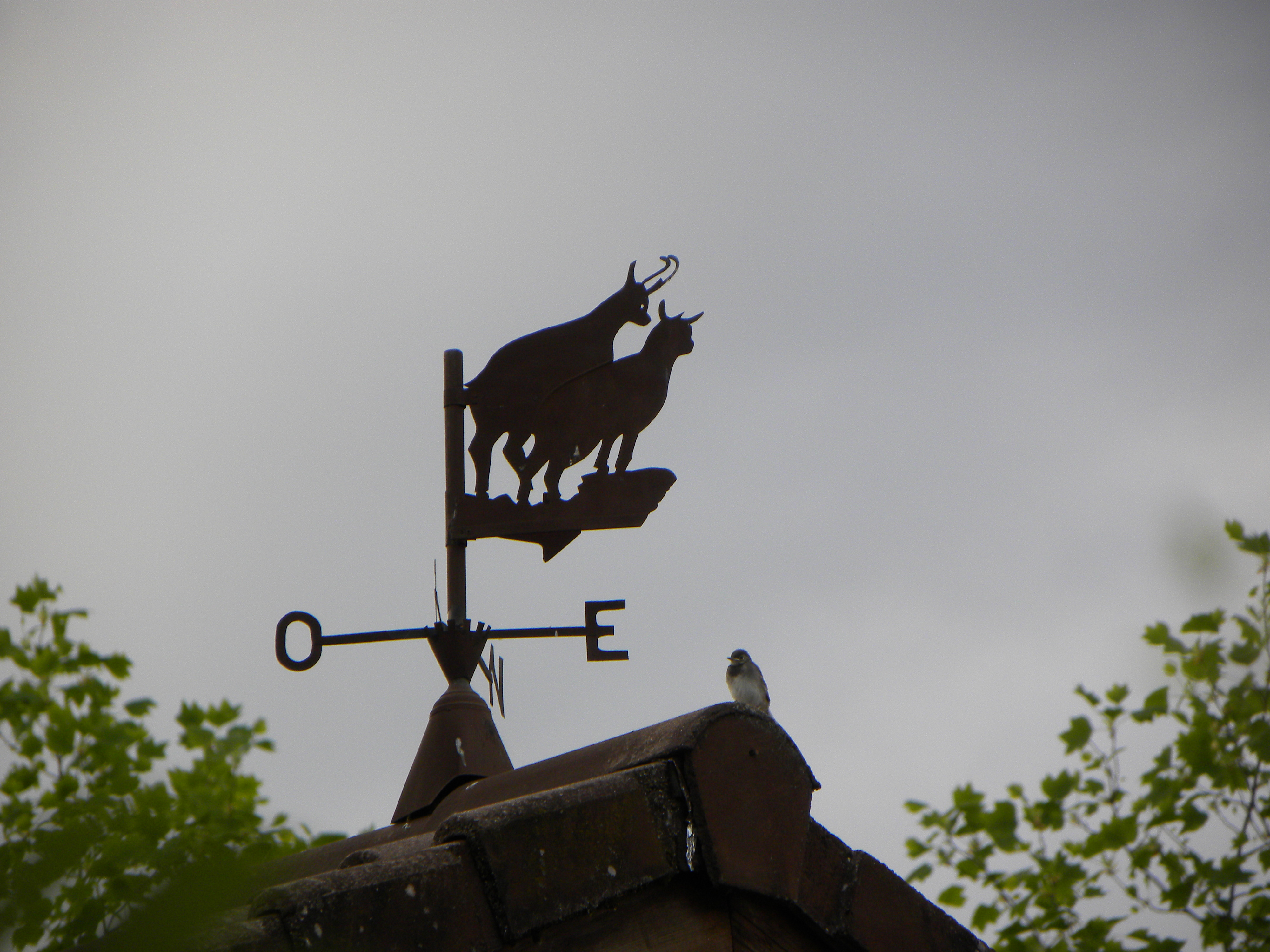
Bouc montant une chèvre à Gex.
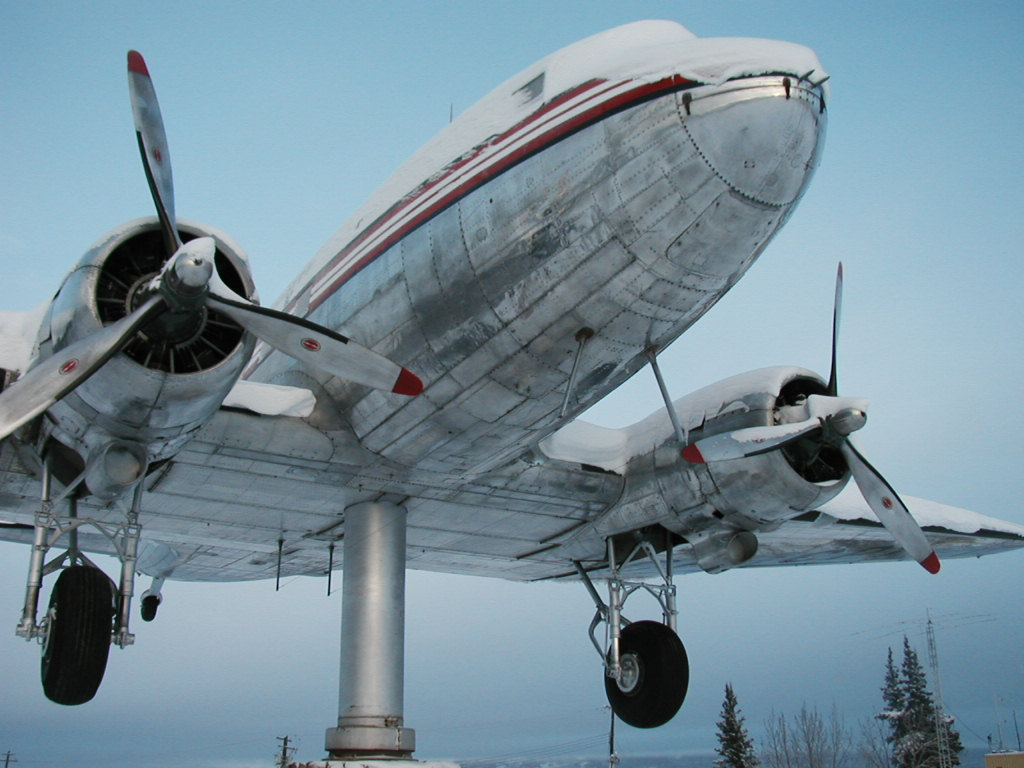
Avion monté en girouette à Whitehorse au Yukon.
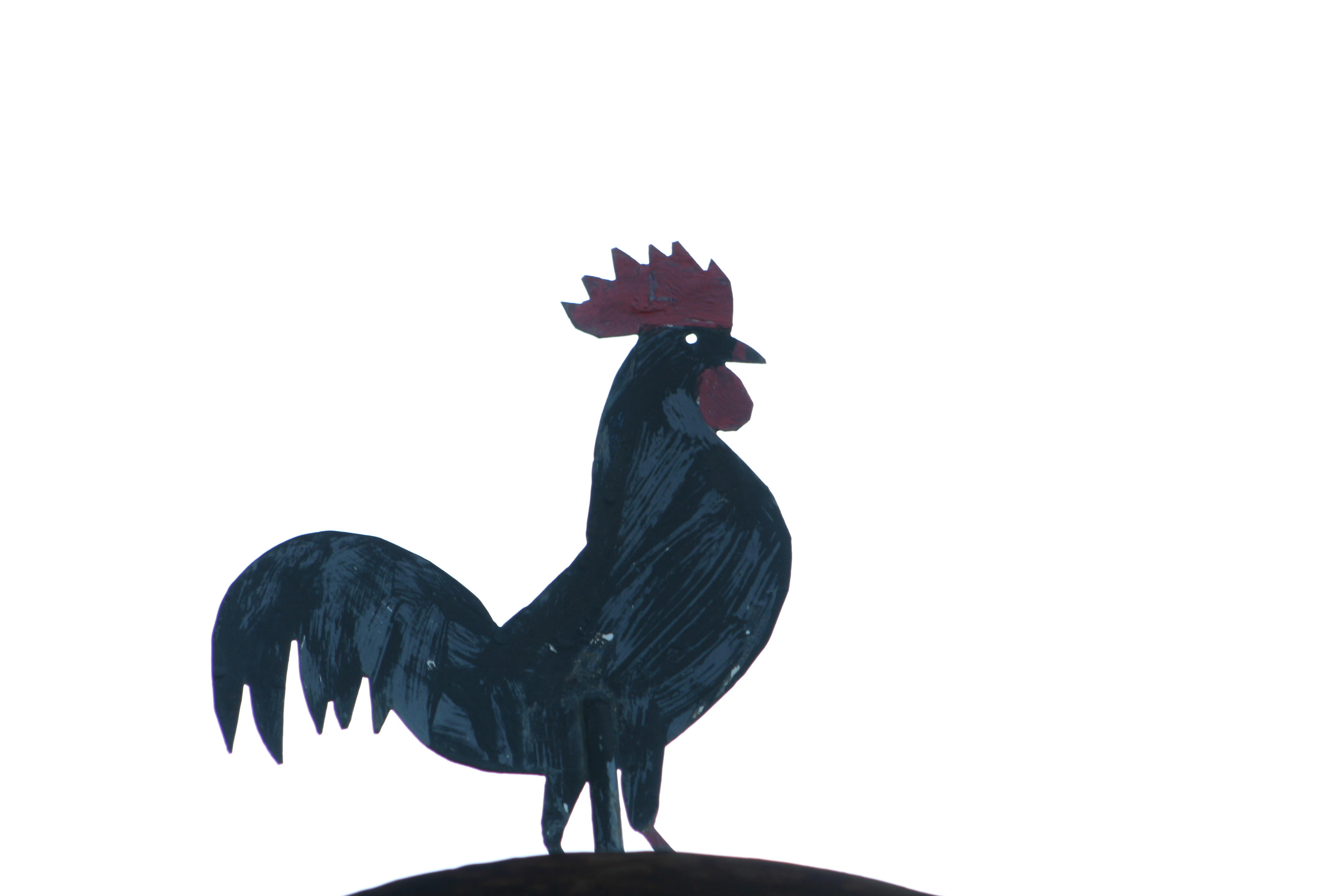
Girouette à Bijuesca (Espagne).
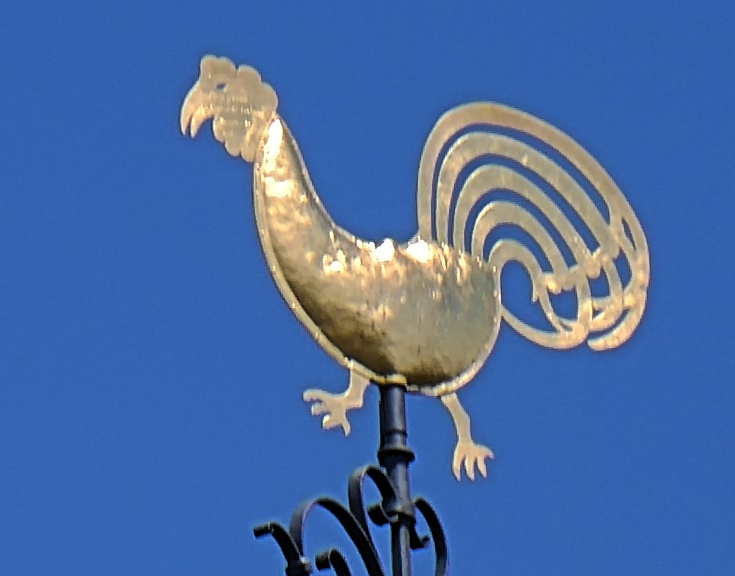
Basilique Saint-Paulin de Trèves.
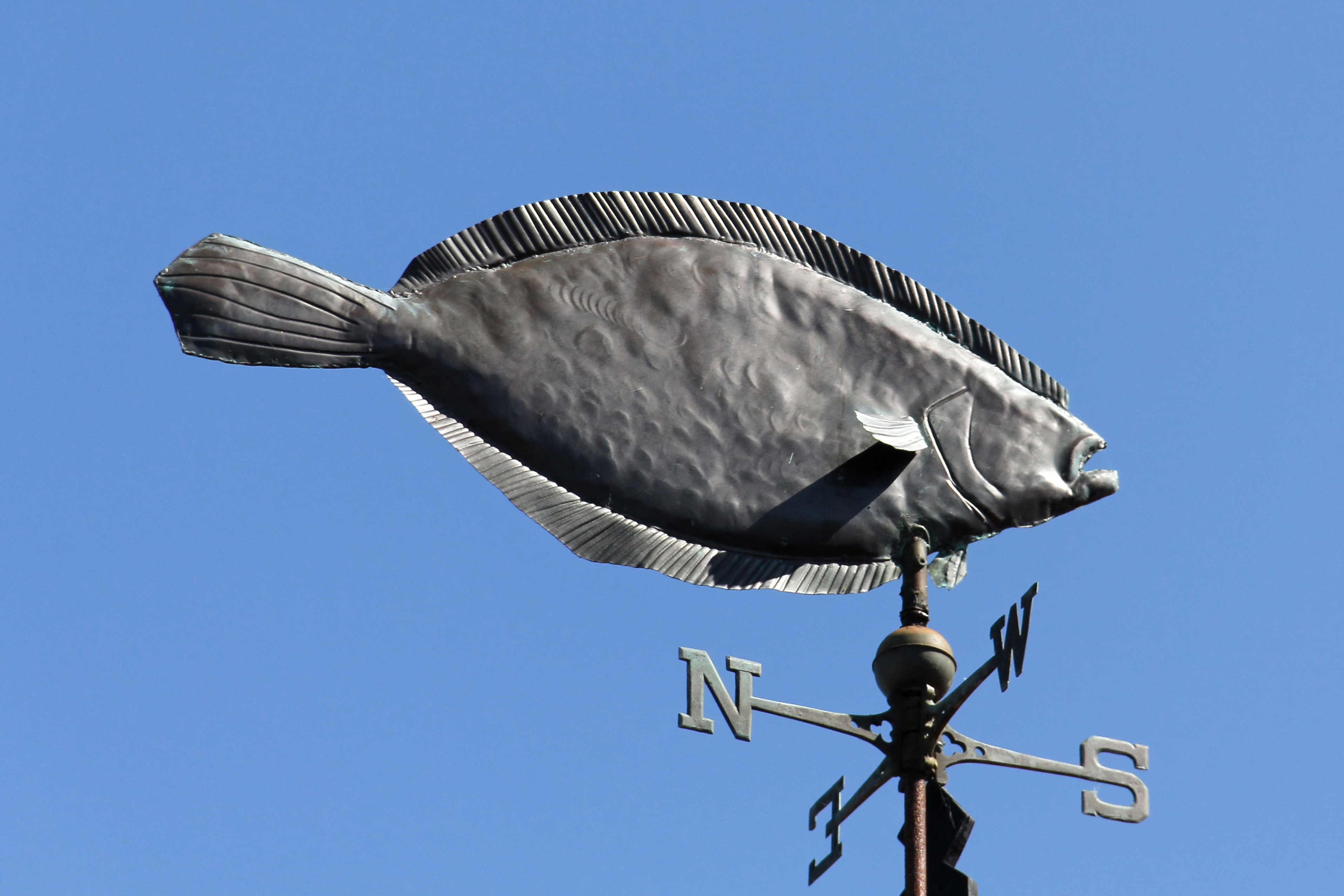
Girouette sur l'île de Bornholm, Danemark.
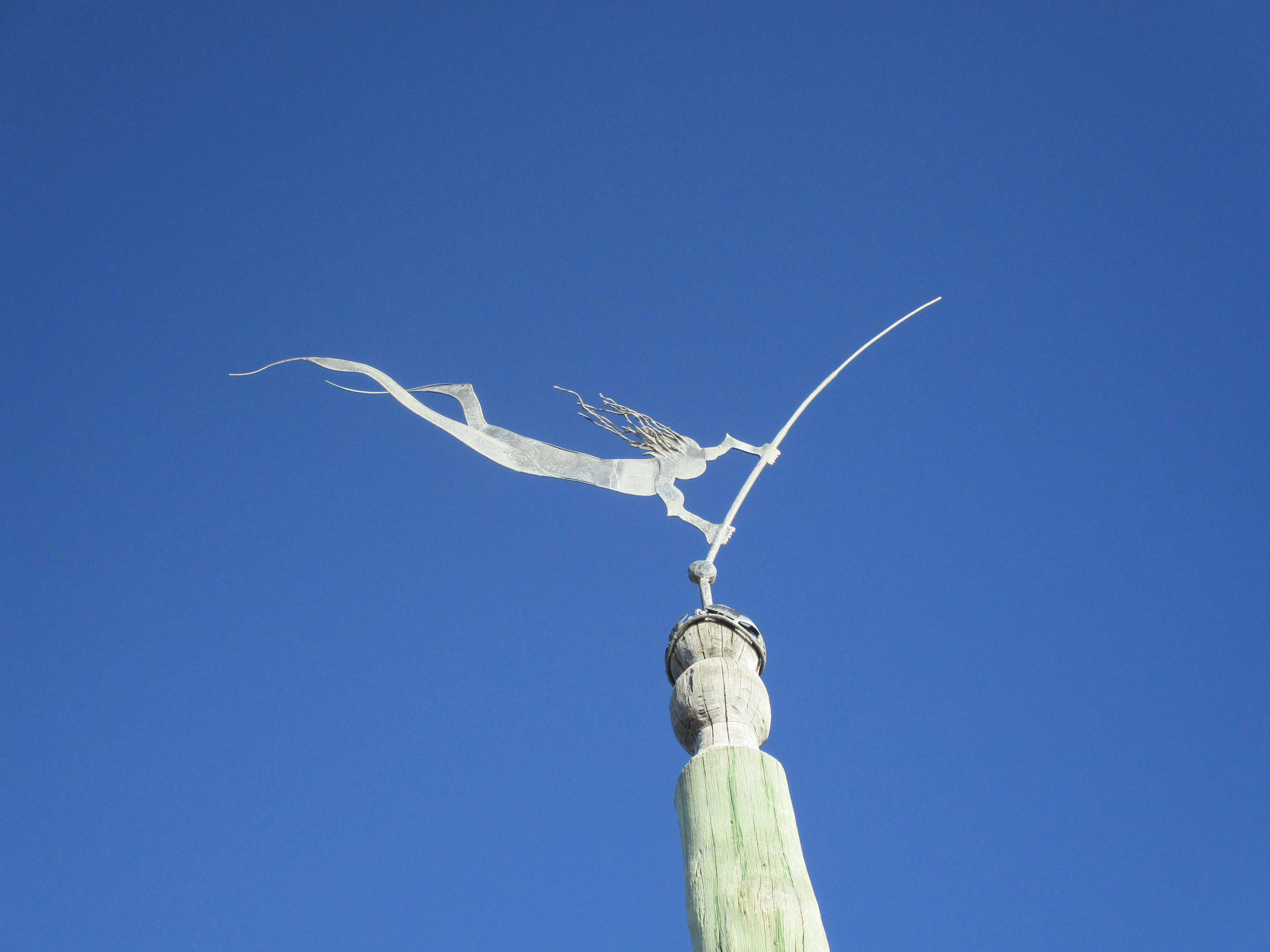
Girouette à Woodman Point (en), Australie-Occidentale.
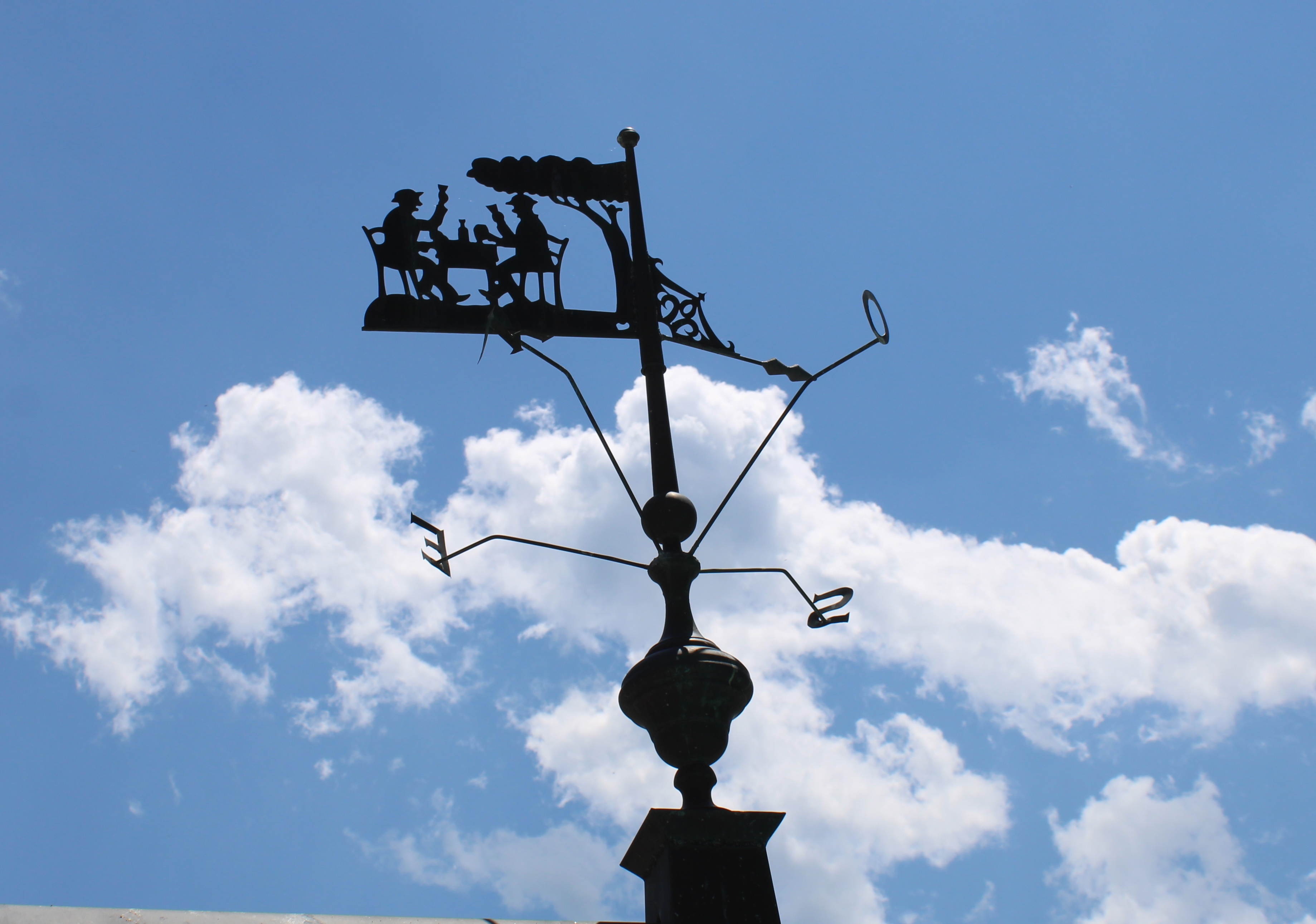
Girouette À votre santé, col d'Aspin France.
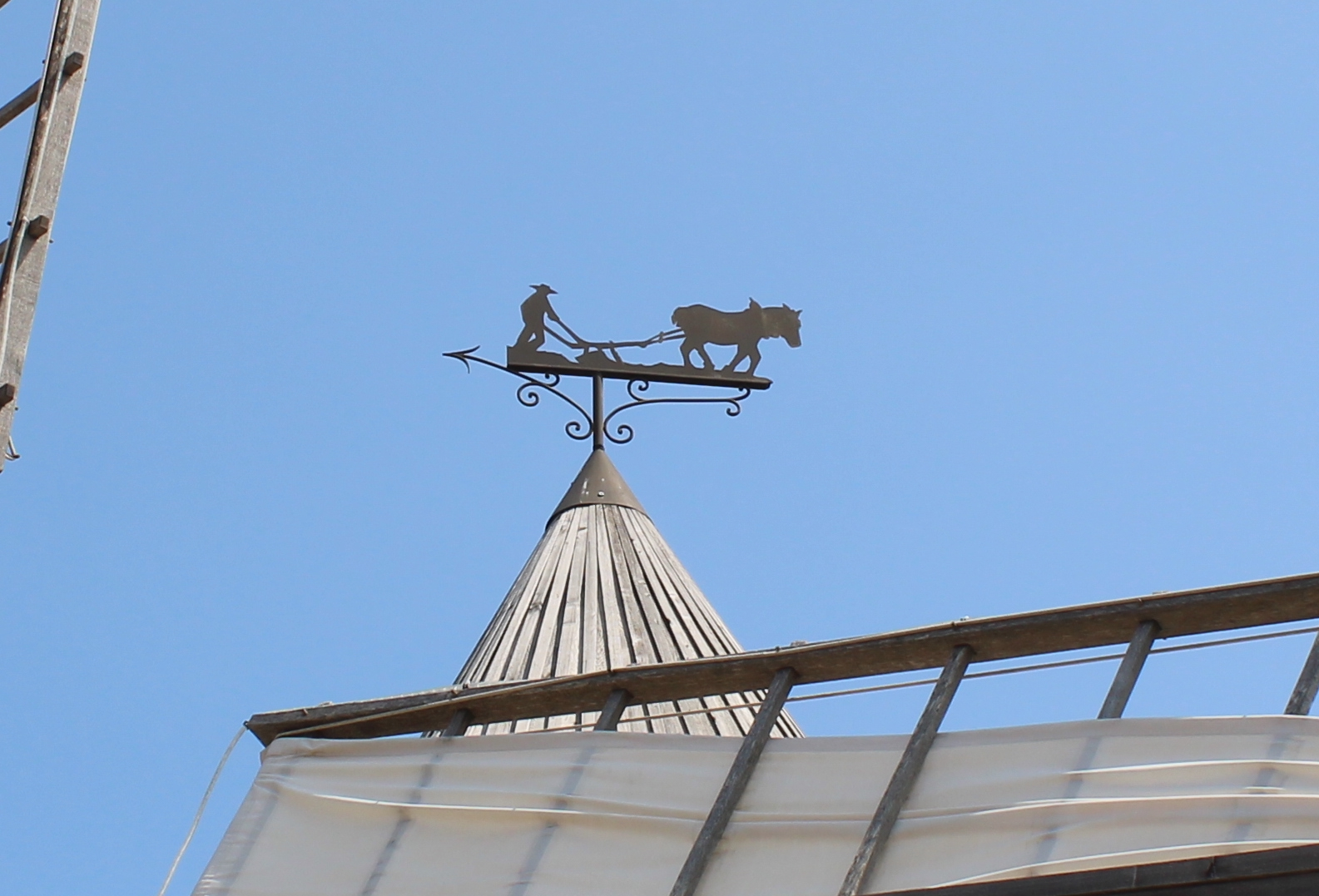
Girouette Labour sur le moulin de Lambesc (Bouches-du-Rhône).
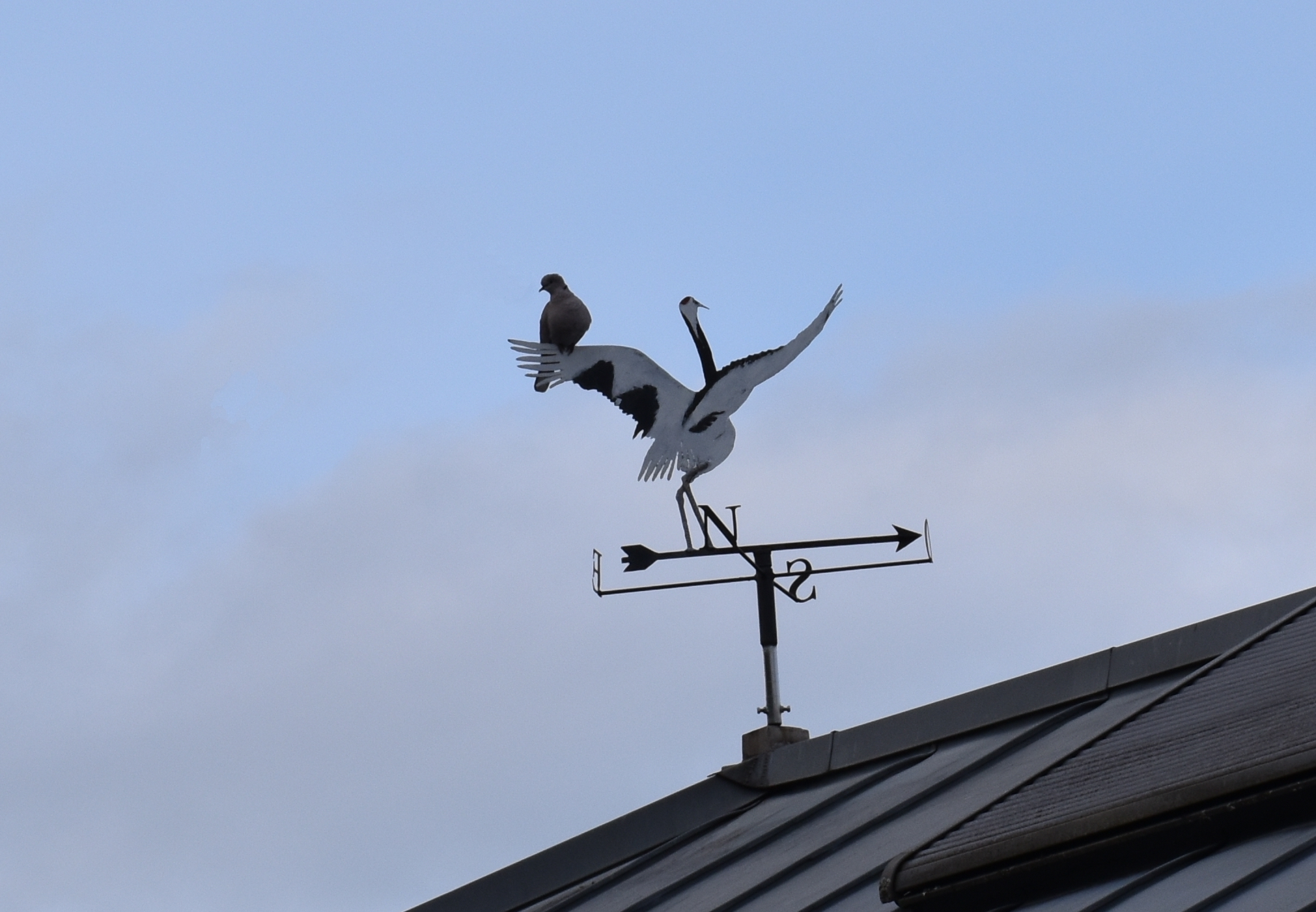
Girouette-cigogne sur laquelle est posée une tourterelle à Mauvezin (Hautes-Pyrénées).
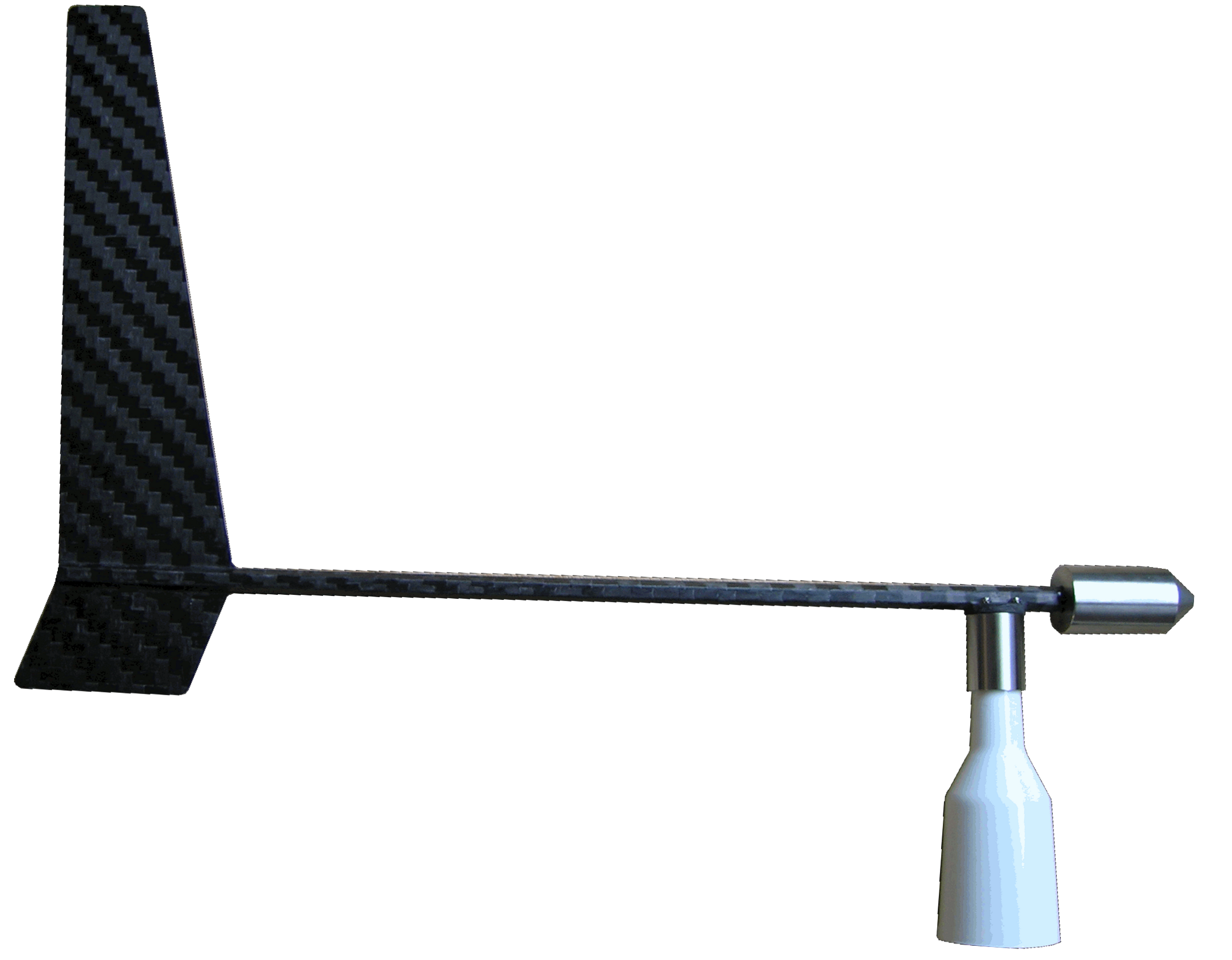
Girouette moderne.
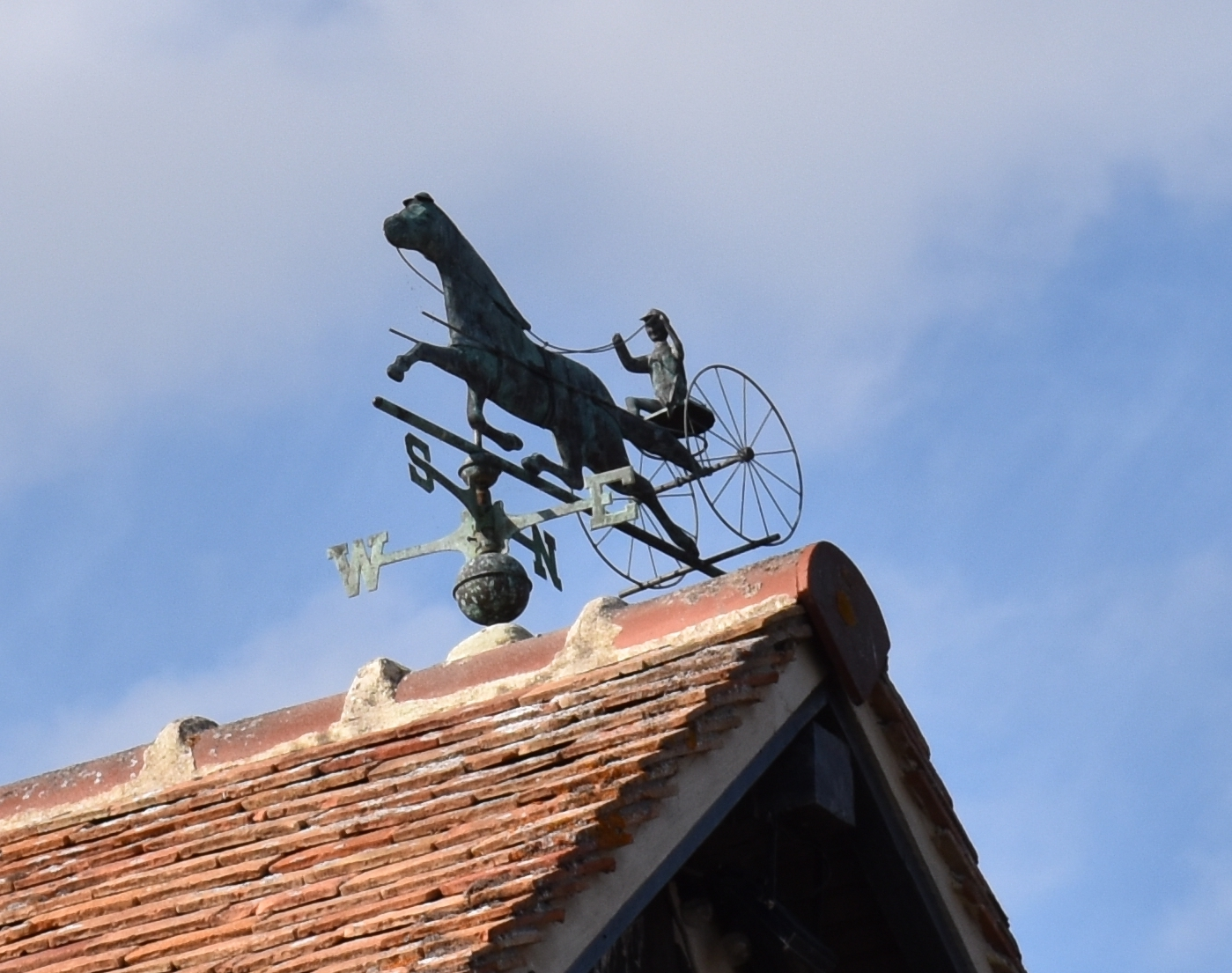
Girouette - Sulky à Beuvron-en-Auge (Calvados).